# Slåttatjärnen (Alfta socken, Hälsingland, 679158-149402)
Slåttatjärnen är en sjö i Ovanåkers kommun i Hälsingland och ingår i Ljusnans huvudavrinningsområde.